# Drago Kladnik

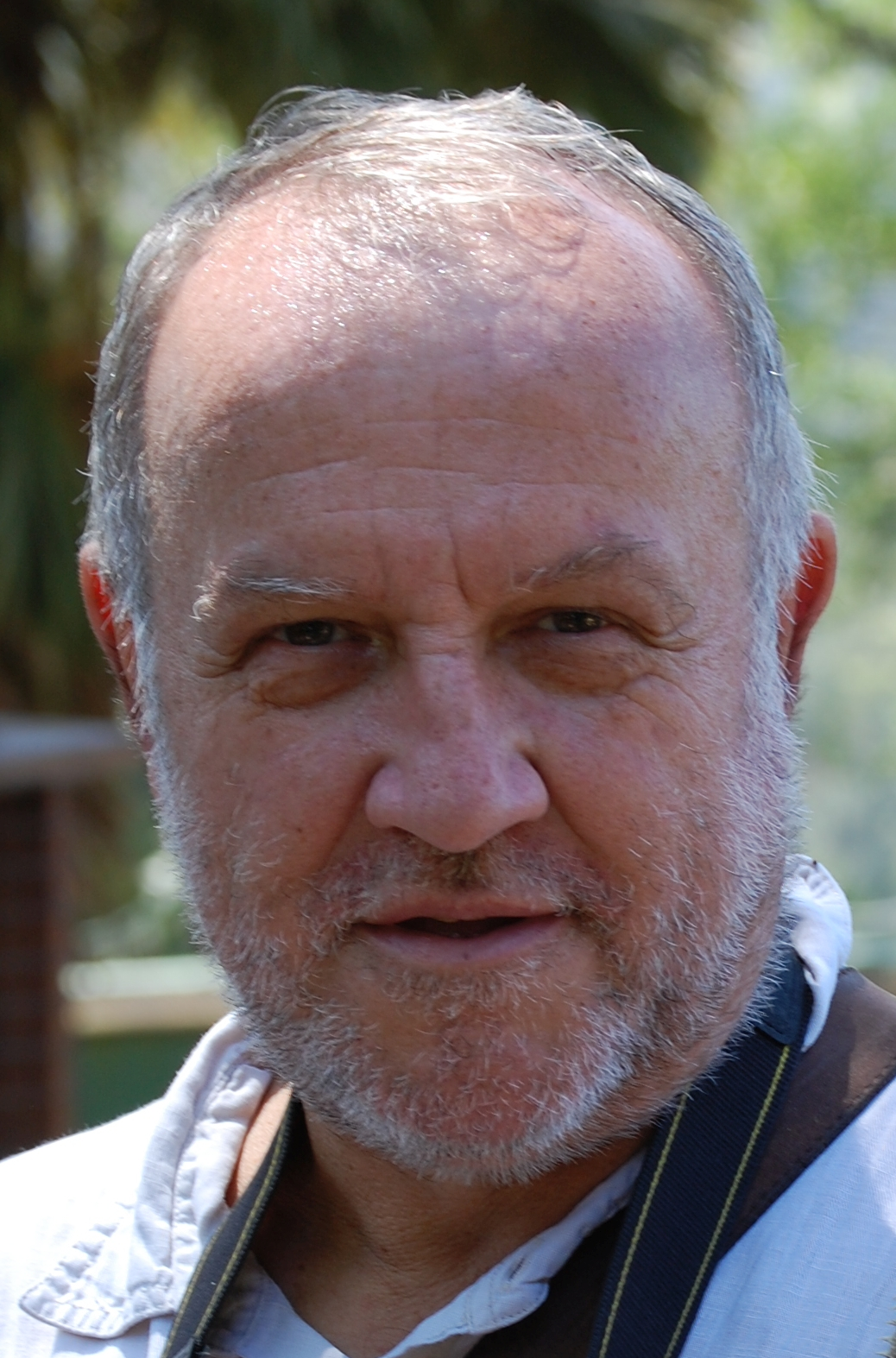
Drago Kladnik

Drago Kladnik (* 1955) ist ein slowenischer Geograph, Wissenschaftler und Publizist.

## Biografie
Drago Kladnik studierte Geographie, Geschichte, Landschafts- und Stadtplanung an der Universität Ljubljana. 1999 erhielt er dort die Lehrbefugnis für Geographie.
Kladnik war nach dem Studium  bis zu seiner Pensionierung um 2016 als Forscher, Publizist und Berater am Anton-Melik-Institut für Geographie der Slowenischen Akademie der Wissenschaften und Künste (ZRC SAZU) tätig. Die Ergebnisse seiner Forschungsschwerpunkt, unter anderem in den Bereichen Regionale Geographie, Umweltschutz, Landschaftsplanung, Toponomastik, Standardisierung und Terminologie der Geographie. sind in hunderten von Originalartikeln, Übersichtsarbeiten, Büchern und Buchbeiträgen nachzulesen.
Neben seiner Forschungstätigkeit war Drago Kladnik über Jahrzehnte als Experte in nationalen und internationalen Gremien tätig, z. B. in der United Nations Group of Eperts on Geographical Names.
Drago Kladnik entwickelte in den 1990er Jahren gemeinsam mit  Ivan Gams und Milan Orožen Adamič ein heute breit akzeptiertes Konzept zur regionalen geographischen Gliederung Sloweniens.

## Veröffentlichungen (Auswahl)
- Ivan Gams, Drago Kladnik, Milan Orožen Adamič: Naravnogeografske regije Slovenije. In: M. Orožen Adamič, D. Perko, D. Kladnik: Priročni krajevni leksikon Slovenije. DZS, Ljubljana 1996[4]
- Drago Kladnik, Matjaž Geršič, Drago Perko: Slovenian geographical names. Acta geographica Slovenica 2020; 60(3):7-190
- Drago Kladnik: Leksikon geografije podezelja. Ljubljana 1999. ISBN 961-90443-3-9[5]